# إنعام محمد علي
إنعام محمد علي (15 مايو 1938 -)، هي مخرجة مصرية، أنتجت العديد من الأفلام والمسلسلات.

## حياتها ومسيرتها المهنية
ولدت في محافظة المنيا في 1938 ثم انتقلت إلى القاهرة وحصلت على ليسانس في الآداب في 1960 من جامعة عين شمس، وتعينت في نفس العام بالتليفزيون المصرى كمساعدة مخرج بإدارة التمثيليات وأخرجت أول مسلسل تلفزيوني عام 1964، ثم أصبحت مديرة إدارة برامج المرأة في الفترة من 1974 وحتى 1985، بعد حصولها على الماجستير من كلية الإعلام جامعة القاهرة، ثم أصبحت نائبة رئيس قطاع الإنتاج باتحاد الإذاعة والتليفزيون بدرجة وكيل وزارة.

### التدرج الوظيفى
تعينت بالتليفزيون المصري في 1960، ثم تدرجت في الوظائف التالية:
- مساعدة مخرج بإدارة التمثيليات بالتليفزيون، عام 1960.
- أخرجت أول تمثيلية تليفزيونية، عام 1964.
- مديرة إدارة برامج المرأة في الفترة من عام 1974 حتى عام 1985.
- نائبة رئيس قطاع الإنتاج باتحاد الإذاعة والتليفزيون بدرجة وكيل وزارة.

## الإنتاج الفنى
عشرون مسلسلاً تليفزيونياً ومنها:
- الباحثة
- هي والمستحيل
- حصاد العمر
- دعوة للحب
- ضمير أبلة حكمت
- أم كلثوم
- قاسم أمين
- قصة الأمس
- مشرفة رجل لهذا الزمان
- الحب وأشياء أخرى

وكذلك ثمانى عشرة سهرة درامية ومنها:
- أم مثالية
- حب بلا ضفاف
- نونة الشعنونة
- الخروج من الجلد

إضافة لخمسة أفلام سينمائية ومنها:
- آسفة أرفض الطلاق
- يوميات امرأة عصرية
- حكايات الغريب
- الطريق إلى إيلات

بالإضافة إلى العديد من البرامج والأفلام التسجيلية والتمثيليات القصيرة.

## الجوائز والأوسمة
- جائزة أحسن مسلسل «دعوة للحب» في أول مهرجان يقام في الكويت للأعمال الدرامية العربية، عام 1984.
- جائزة مهرجان شنغهاى الدولي الأول لتمثيلية السهرة «دولت فهمى التي لا يعرفها أحد» وقد نالت التمثيلية نفسها جائزة مهرجان دولي من المغرب وآخر بتونس.
- الجائزة الذهبية لفيلم «حكايات الغريب» في أول مهرجان يقيمه اتحاد الإذاعة والتليفزيون، عام 1994.
- الجائزة الذهبية لفيلم الطريق إلى إيلات في المهرجان العربي الثاني الذي أقامه اتحاد الإذاعة والتليفزيون، عام 1995.
- الجائزة الفضية عن تمثيلية «نونة الشعنونة» في المهرجان العربي الثالث الذي أقامه اتحاد الإذاعة والتليفزيون، عام 1996.
- جائزة المركز الكاثوليكى المصري لعدة سنوات عن أفلام صائد الأحلام، حكايات الغريب، الطريق إلى إيلات كأحسن فيلم تليفزيونى عن أعوام 1992، 1993، 1995.
- الجائزة الذهبية لمسلسل أم كلثوم وأيضًا جائزة أحسن إخراج من المهرجان السادس لاتحاد الإذاعة والتليفزيون، عام 2000.
- هذا بالإضافة إلى حصول هذا المسلسل وأيضاً الأعمال الدرامية السابقة على العديد من الميداليات وشهادات التقدير من مهرجانات محلية وأخرى عربية.
- وسام العلوم والفنون من الطبقة الأولى من الرئيس محمد حسنى مبارك في عيد الإعلاميين، عام 1999.[7]
- جائزة الدولة التقديرية في الفنون من المجلس الأعلى للثقافة، عام 2003

## وصلات خارجية
- إنعام محمد علي على موقع IMDb (الإنجليزية)
- إنعام محمد علي على موقع قاعدة بيانات الأفلام العربية
- معلومات عن حياة المخرجة المصرية إنعام محمد علي